# Bipp
«Bipp» (estilizado en mayúsculas) es una canción de la productora británica Sophie. Se lanzó como un sencillo el 17 de junio de 2013, siendo el primer lanzamiento de Sophie con sello discográfico Numbers, acompañado por el lado B «Elle». Desde su lanzamiento, la canción recibió elogios de la crítica, apareciendo en varias listas de sencillos de fin de año y captando la atención temprana hacia Sophie.

## Recepción de la crítica
«Bipp» recibió la atención de los críticos musicales, encabezando la lista de temas de fin de año de XLR8R y situándose en el puesto 17 de la lista de Pitchfork. Pitchfork describió el tema como «una reorganización de ritmos blasonados y dinámicas de montaña rusa a favor de un diseño de sonido vigoroso y los ritmos pegajosos», y más tarde clasificó «Bipp» en el puesto 56 de su lista de los mejores temas de 2010 a 2014. Resident Advisor describió el tema como «húmedo y resbaladizo», y elogió su voz, afirmando que «“Bipp” toma un recurso cansado y lo revive a través de pura insistencia». El lado B, «Elle», cuenta con un ritmo y sintetizadores más caóticos, atrayendo comparaciones con TNGHT y Rustie. Sophie Walker, de The Forty-Five, la nombró la 24.ª mejor canción hyperpop de todos los tiempos.

## Listado de canciones
| Sencillo 12" |        |          |  |
| N.º          | Título | Duración |  |
| 1.           | «Bipp» | 3:44     |  |
| 2.           | «Elle» | 3:44     |  |
| 7:28         |        |          |  |

| Descarga digital |        |          |  |
| N.º              | Título | Duración |  |
| 1.               | «Bipp» | 3:44     |  |
| 2.               | «Elle» | 3:44     |  |
| 7:28             |        |          |  |